# Roger Frontenac
Roger Frontenac (fl. XX secolo) fu uno studioso dell'opera di Nostradamus, noto per aver proposto uno schema di interpretazione dei testi profetici de "Les Propheties" utilizzando una particolare forma di crittografia basata sulla tavola di Vigénère.
Frontenac aveva servito nella Marina francese come addetto ai cifrari militari. Nel 1950 pubblicò il suo saggio sull'opera di Nostradamus, La clef secrète de Nostradamus (La chiave segreta di Nostradamus). Nel saggio, Frontenac espose la propria convinzione che le profezie di Nostradamus fossero corrette, e che Les Propheties contessero previsioni su eventi futuri fino all'anno 3797. Tali previsioni sarebbero state però crittografate utilizzando un certo insieme di metodi combinati, dei quali il principale sarebbe consistito nella modifica sistematica dell'ordine delle quartine del testo, operazione che lo stesso Nostradamus avrebbe rivelato con l'espressione rabouter obscurément ("mescolare in modo oscuro").
Il riordino sistematico delle quartine, secondo Frontenac, sarebbe stato eseguito facendo riferimento a una coppia di chiavi, delle quali Frontenac sarebbe riuscito a trovare la prima, rappresentata dalla frase: 